# Fernando Gerassi
Fernando Gerassi Story (* 5. Oktober 1899, in Konstantinopel, Osmanisches Reich; † 3. Dezember 1974, in Philadelphia, USA) war ein Maler sephardischer Herkunft und geborener Türke. Während des Spanischen Bürgerkriegs war er Kriegsfreiwilliger auf Seiten der spanischen Republik und gehörte zur 150. Internationalen Brigade.

## Biografie
Er war Sohn einer Familie sephardischer Herkunft, die im 15. Jahrhundert aus Spanien vertrieben wurde. Er besuchte die Deutschen Schule in Istanbul. 1918 konnte er dank der günstigen wirtschaftlichen Lage der Familie in Deutschland selbst zur Schule gehen. Er studierte Philosophie in Berlin und Freiburg. Während der Weimarer Republik hörte und las er die Werke des Kunsthistorikers Heinrich Wölfflin und entdeckte so die Malerei für sich. 1924 zog er nach Paris, Zentrum der Malerei Europas. Dort nahm er Kontakt zu Malern und Bildhauern auf und bereiste das Land auf der Suche nach den Landschaften der Impressionisten.
Der Ruin der Familie durch Atatürks Machtübernahme in der Türkei zwang ihn 1927 dazu, Lohnarbeit aufzunehmen, ohne jedoch die Malerei aufzugeben. Er heiratete Stepha Awkykowich, die er 1922 in Berlin kennengelernt hatte und die an der Sorbonne studierte. Die Beziehungen seiner Frau ermöglichten es ihm, Simone de Beauvoir und Jean-Paul Sartre kennenzulernen.

### Aufenthalt in Spanien und Bürgerkrieg
Das Unternehmen, für das er arbeitete, zog 1929 nach Madrid, um das Geschäft zu erweitern, und Fernando ging mit nach Spanien. Seine erste Ausstellung hatte er 1930 in Barcelona, und 1931 folgte Paris. In Spanien lernte er Intellektuelle der Generation 27 wie Federico García Lorca und Rafael Alberti kennen. Auch Pablo Neruda gehörte zu seinem neuen Bekanntenkreis.
Die Geburt seines Sohnes im Jahr 1931 fiel in eine Phase intensiver Arbeit. In Madrid stellte er im März 1931 in den Galerias Layetanas aus, im April 1932 im Ateneo de Madrid, im Frühling 1933 in den Galerias Syra in Barcelona. Aber auch in Paris, Rom, Brüssel, Berlin und London fand er sein Publikum. Diese Phase seines Lebens wurde durch den Staatsstreich vom 18. Juli 1936 und den Bürgerkrieg in Spanien zerstört. Als er von den Ereignissen erfuhr, ging er nach Spanien und setzte er sich für die republikanische Sache ein. Besonders in Hinsicht auf seine Tätigkeit bei den Internationalen Brigaden gibt es eine schwierige Quellenlage. Im Oktober 1936 wurde er wegen seiner Beherrschung mehrerer Sprachen General Lukács, dem Kommandeur der XII. Internationalen Brigade, als Assistent zugeteilt. Vom 24. März – 15. Juni 1937 finden wir ihn als „Comandante“ der 12. Brigade in den Unterlagen der Interbrigaden. Bei den Kämpfen um Brunete eskalierte Gerassis Problem, Befehlshaber einer militärischen Einheit zu sein, ohne militärische Erfahrung zu besitzen. Sein direkter Vorgesetzter war der General Kléber. „Er befahl auch, den Brigadekommandanten, einen Maler sephardischen, türkischen Ursprungs namens Fernando Gerassi, zu ersetzen, weil er seinen Befehlen nicht gehorchte. Miaja wollte ihn vor ein Kriegsgericht stellen, aber Kléber behauptete, Gerassi sei krank und behielt ihn in seinem Generalstab“.

### Exil in den USA
Am Ende des Krieges überquerte er die Grenze nach Frankreich. In Paris versuchte er mit anderen Flüchtlingen die französische Öffentlichkeit für die schwierige Lage der Flüchtlinge einzunehmen. Er beteiligte sich an einer zu diesem Zweck organisierten Ausstellung des Comite Nacional Pro Defensa de la Republica Democratica Española im Juli 1939 in Paris teil. Nach Beginn des Zweiten Weltkrieges, bevor er in die Hände des nationalsozialistischen Deutschland fallen konnte, gelang ihm und seiner Familie die Flucht nach Portugal, im September 1940 in die Vereinigten Staaten mit diplomatischen Unterlagen, die ihm von der Gesandtschaft der Dominikanischen Republik in Paris zur Verfügung gestellt wurden. In den folgenden Jahren finden sich in den Adressbüchern Anschriften in New York. Erst seit 1963 besaß er eine ständige Aufenthaltserlaubnis, am 16. Februar 1970 wurde ihm die amerikanische Staatsbürgerschaft zuerkannt.
Viele Jahre konnten seine Frau und er Lehrerstellen an der Putney School in Vermont versehen. Seine in Lwiw geborene Frau unterrichtete moderne Sprachen, er Kunst. Der Kritiker Meyer Schapiro erkannte die Qualität von Fernandos Arbeit und nahm sich seiner in Vermont an. 1955, nach 20 Jahren ohne Ausstellungen, konnte er in Manhattan’s Panoras Gallery erstmals wieder ausstellen. Danach folgten weitere Ausstellungen. In dieser Zeit gab er die figurative Malerei auf.  Seine Arbeit wurde im ganzen Land bekannt. Politisch hat er sich zum Pazifisten gewandelt.